# صاریغ باریک‌اندام اونوداوی
صاریغ باریک‌اندام اونوداوی (نام علمی: Cryptonanus unduaviensis) نام یک گونه از سرده نهان‌کوتوله‌ها است.